# Río Azopardo
El río Azopardo es un curso natural de agua que fluye en Chile y sirve de emisario del lago Fagnano o Khami para desembocar en el seno Almirantazgo, esto es, en el estrecho de Magallanes.

## Trayecto
El río sigue una dirección este a oeste al interior de la cordillera de Darwin "y corre por un estrecho cajón confinado por altas montañas con pendientes modeladas por los hielos y la erosión, por donde bajan varios arroyos." Su ribera norte es parcialmente la cordillera Hope, de la cual descienden pocos arroyos, entre ellos es el Colorado el más importante.: 19 
En su curso medio existe un salto o un rápido de 3 m de altura.
Su desembocadura se encuentra al noreste de Caleta María no lejos de la del río Fontaine. La marea alta afecta el nivel del río hasta 3 km aguas arriba de la desembocadura.: 19 
Su cuenca hidrográfica incluye la del lago Fagnano con lo que abarca 2910 km², de los cuales el 84% están en Argentina (2441 km²) y un 16% (469 km²) en Chile.

## Caudal y régimen
El informe sobre servicios ecosistémicos recoge los datos de solo 10 años y calcula el promedio de 50,9 m³/s.: 112 

## Historia
Según Hans Niemeyer, su nombre probablemente proviene del nombre del barco argentino (nombrado en honor al maltés Juan Bautista Azopardo) que transportó a las comisiones de reconocimiento de los fiordos entre los años 1897-1898 cuando se fijó el límite entre Chile y Argentina.: 623 

## Población, economía y ecología
El río es el límite norte del parque nacional Yendegaia. Administrativamente pertenece a la Comuna de Timaukel que es parte de la Provincia de Tierra del Fuego, en la Región de Magallanes y Antártica Chilena.
En la desembocadura del río existe el poblado Caleta María, que entre los años 1940 y 1950 explotaba la madera de los bosques y utilizaba al río como banda de transporte lanzándolos al cauce para recogerlos en Caleta María.: 22 